# بازار ژان تالون

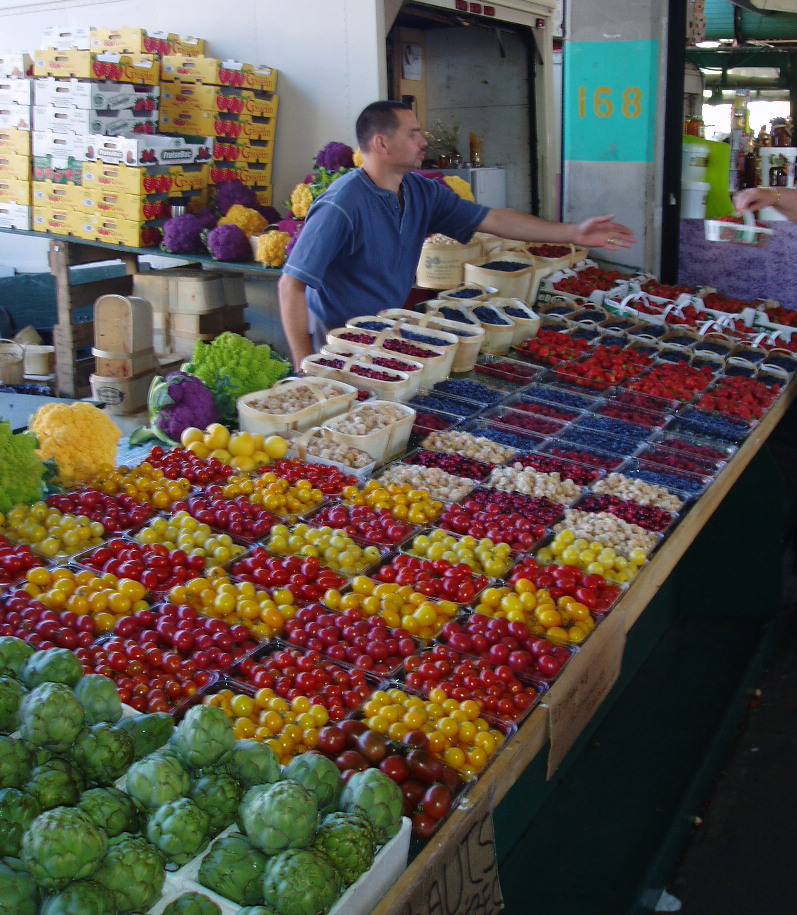
غرفه کشاورز

بازار ژان تالون (به فرانسوی: Marché Jean-Talon) یک بازار کشاورزان در مونترال است. این بازار که در منطقه ایتالیای کوچک واقع شده‌است، از شمال با خیابان ژان تالون، از جنوب با خیابان موتزارت، از غرب با خیابان کاسگرین و از شرق با خیابان هنری-ژولین همسایه است. دو خیابان شهر را که هر دو Place du Marché du Nord نامیده می‌شوند در بر می‌گیرد. این بازار بین ایستگاه‌های مترو ژان تاون و ده کستلنو واقع شده‌است.

این بزرگترین بازار در مونترال و بزرگترین بازار در فضای باز در آمریکای شمالی است.

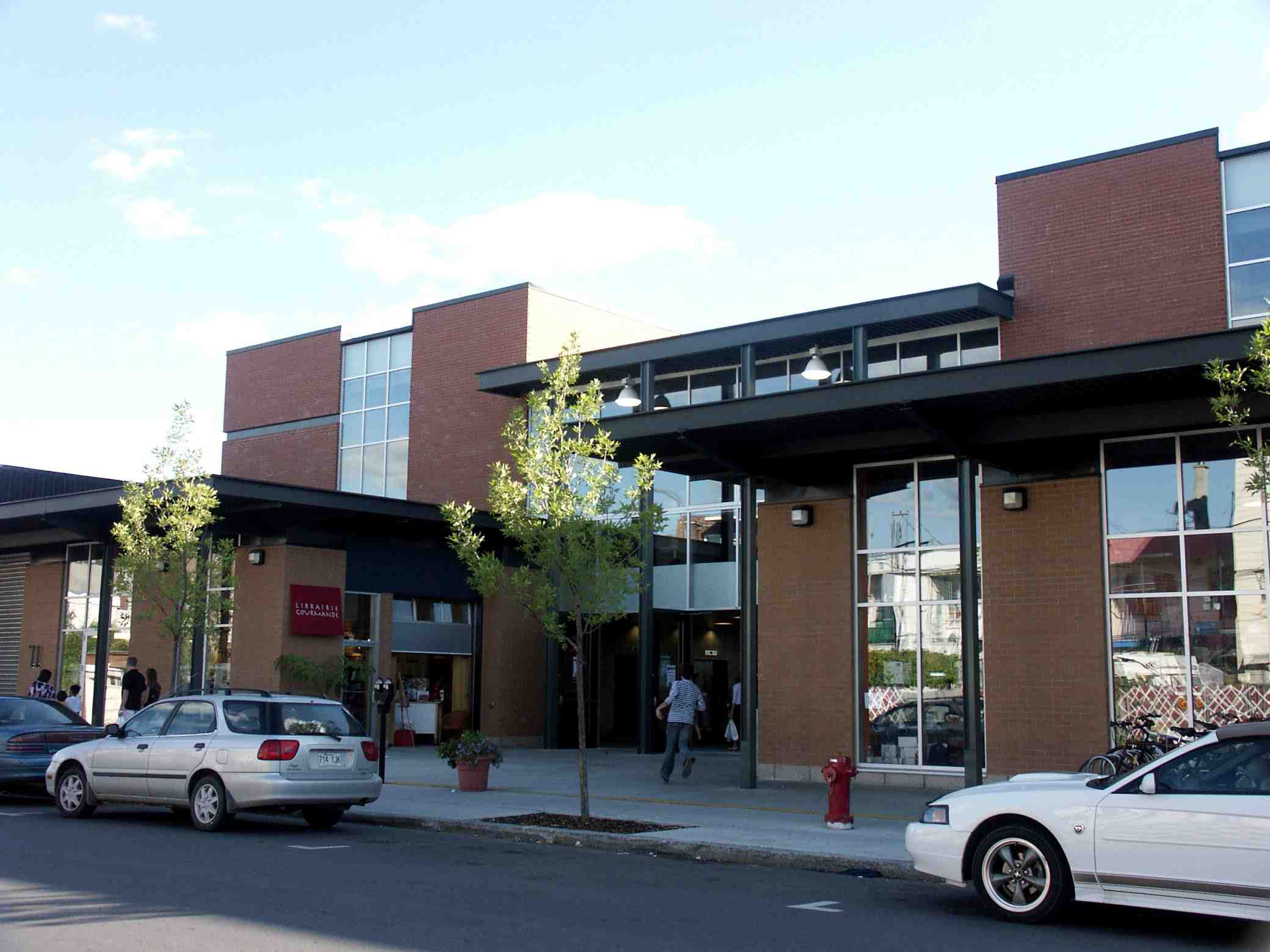
بال جدید
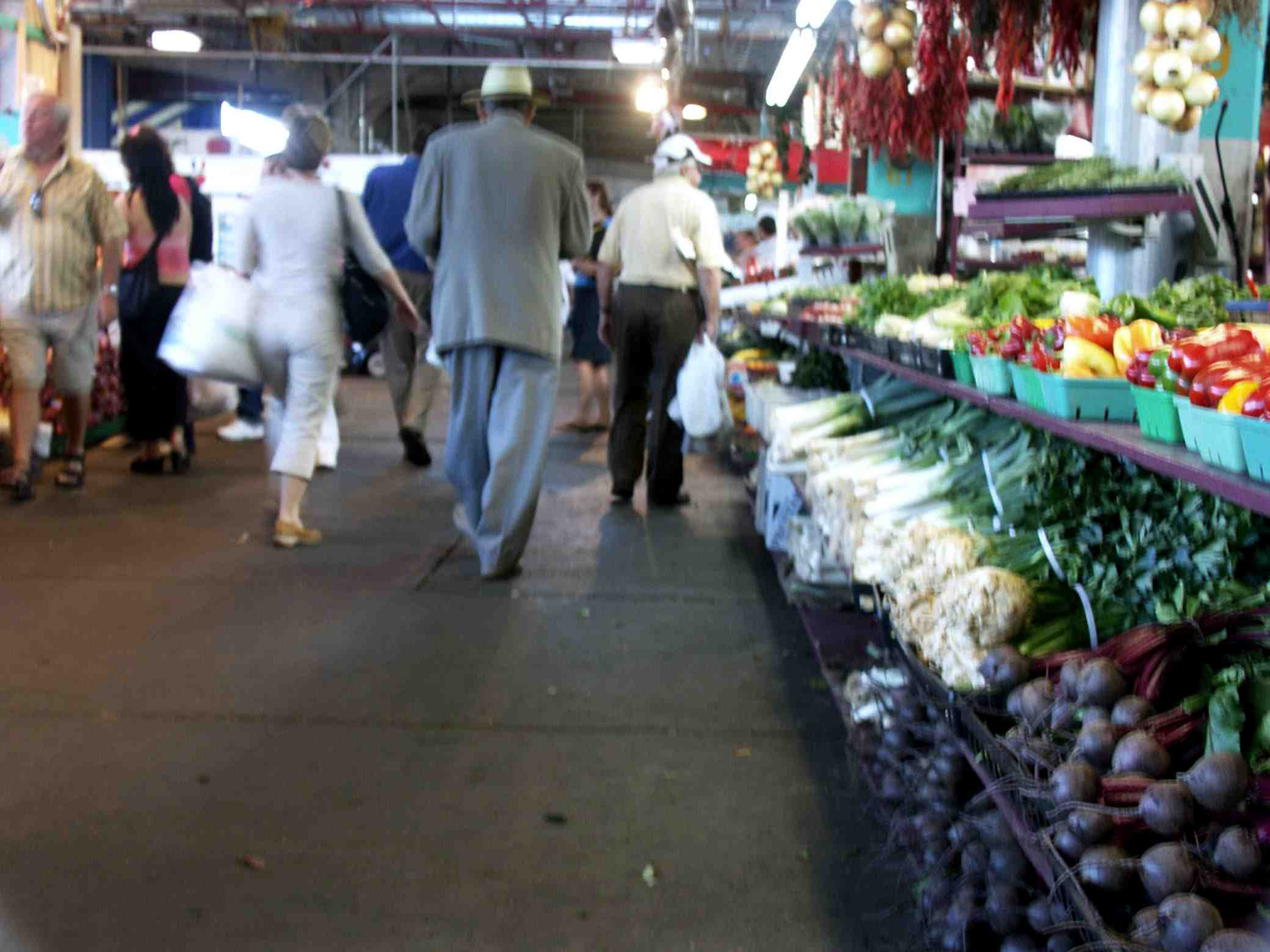
نمای داخلی
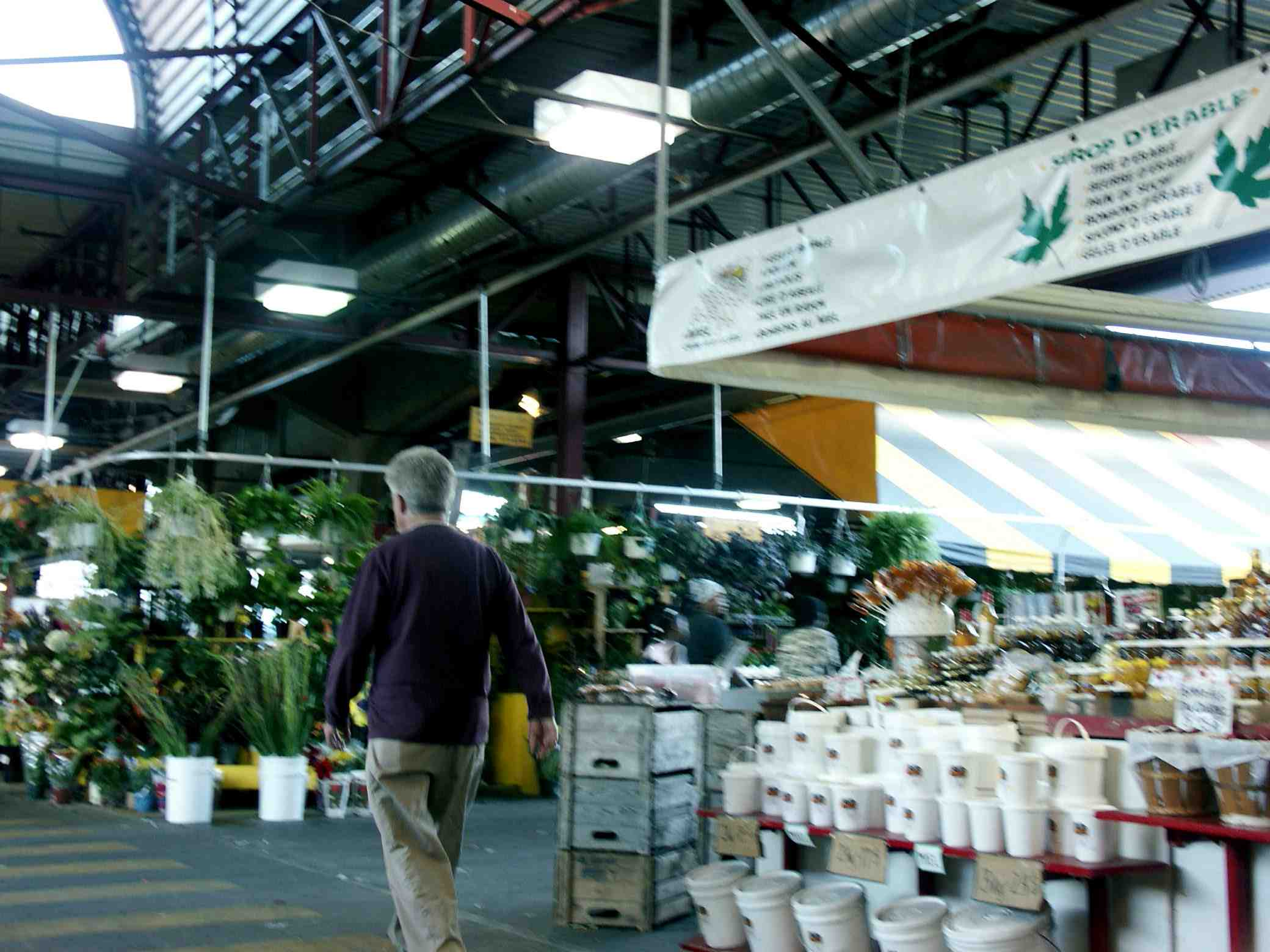
نمای داخلی دیگر
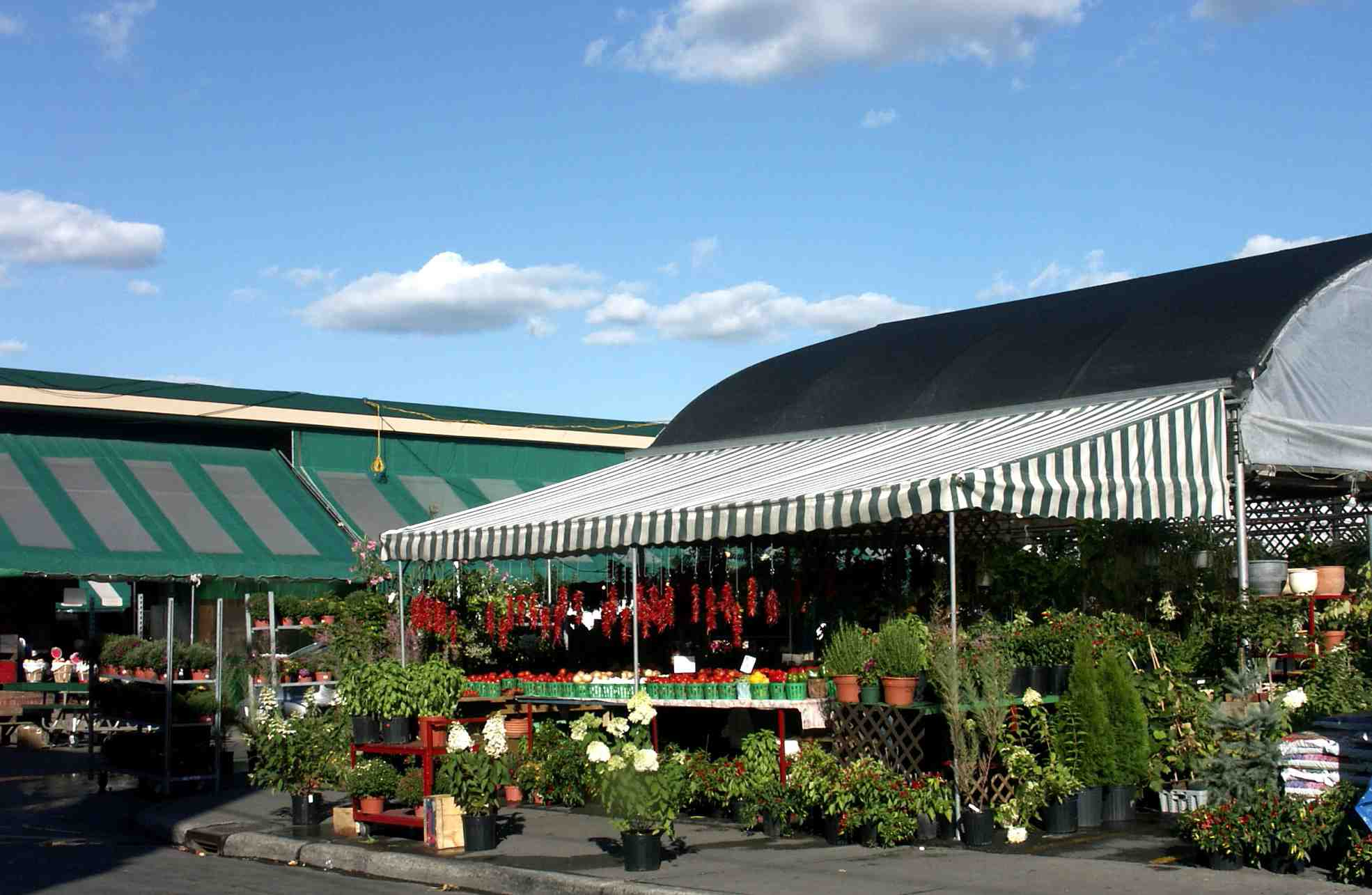
نمای خارجی گوشه شمال غربی بازار